# (183) Istria
(183) Istria est un astéroïde de la ceinture principale découvert par Johann Palisa le 8 février 1878.

## Compléments